# Коваль Іван Лукич
Іван Лукич Коваль (нар. 1886, село Вільшани Харківської губернії, тепер селище Дергачівського району Харківської області — 25 серпня 1958, місто Валки Харківської області) — український радянський діяч, передовик сільського господарства. Герой Соціалістичної Праці (7.05.1948). Депутат Верховної Ради УРСР 2—4-го скликань. Член ЦК КПУ в 1952—1958 роках.

## Життєпис
Народився у родині селянина-бідняка. З дванадцятирічного віку наймитував у багатих селян та поміщиків.
З 1904 року працював чорноробом у Харкові на цегельному та машинобудівному заводах. Брав участь в революційних подіях 1905—1907 років.
У 1912—1915 роках — паровозний кочегар на Південній залізниці.
У 1915 році мобілізований в російську армію. Учасник Першої світової війни. За революційну агітацію серед солдат був засуджений у 1916 році на 8 місяців тюремного ув'язнення.
Член РСДРП(б) з 1917 року.
У 1918—1919 роках — у Червоній Армії, учасник громадянської війни.
У 1921—1924 роках — секретар Вільшанського районного комітету КП(б)У Харківської губернії; голова Вільшанського районного виконавчого комітету; завідувач відділу Харківського повітового виконавчого комітету.
У 1924—1929 роках — завідувач відділу Харківського окружного виконавчого комітету.
У 1920-х роках закінчив курси керівників машинно-тракторних станцій.
У 1929—1934 роках — директор Лихачівської машинно-тракторної станції (МТС) Харківської області.
У 1934—1941 роках — директор Валківської МТС Харківської області. Під час німецько-радянської війни перебував у евакуації, де працював директором машинно-тракторної станції. У 1944 році брав участь у відбудові Сеньківської МТС.
У 1944—1958 роках — директор Валківської МТС (після реорганізації в 1958 році — РТС) Харківської області.

## Нагороди
- Герой Соціалістичної Праці (7.05.1948)
- два ордени Леніна (7.05.1948,)
- орден Трудового Червоного Прапора (28.11.1956)
- орден «Знак Пошани» (26.02.1958)
- Мала золота медаль сільськогосподарської виставки в Москві (1940)
- медалі